# Borreroak baditu milaka aurpegi (canción)
Este artículo hace referencia a un sencillo de Negu Gorriak. Para la página del álbum del mismo nombre ver: Borreroak Baditu Milaka Aurpegi 
«Borreroak baditu milaka aurpegi» (que en castellano significa «El verdugo es el hombre de las mil caras» o «El verdugo tiene mil caras») es el séptimo sencillo del grupo de rock vasco Negu Gorriak. Fue el primer sencillo editado para la promoción del tercer y más aclamado álbum del grupo: Borreroak Baditu Milaka Aurpegi. Junto con el sencillo se lanzó el vídeo de la canción, que fue dirigido por Manolo Gil, Enrique Urdanoz y el propio grupo.
La portada del sencillo era una variación del cuadro de Andy Warhol «Campbell's Soup». En vez de aparecer la palabra «Campbell's» y el logotipo de la marca, aparecían la palabra «Corcuera's» y una foto de José Luis Corcuera, entonces Ministro de Interior. El grupo identificaba así a Corcuera como «una de las mil caras del verdugo».

## Lista de canciones
Cara A: «Borreroak baditu milaka aurpegi».
Cara B: «Borreroak baditu milaka aurpegi (instrumentala)».

## Significado de la canción
En realidad ambas canciones son dos partes del tema tal y como apareció en el álbum. «Borreroak baditu milaka aurpegi» dura 6 minutos y 15 segundos y está formado por dos partes claramente diferenciadas: el cuerpo principal de la canción y una segunda parte instrumental, en la que escuchan solos de vientos y la voz de Xabier Montoia recitando la frase «borreroak baditu milaka aurpegi» varias veces. Ambas partes están separadas por un grito de «¡ho!» (con un efecto de reverberación). Para el sencillo el tema se partió en dos: en la cara A aparecía la primera parte de la canción (4:22 min.) mientras que en la segunda aparecía el fragmento instrumental (1:52 min.).
La letra es una crítica al Sistema y al Estado que actúa como un Gran Hermano. «El verdugo es el hombre de las mil caras» y así lo señala el grupo a través de Jon Sarasua (responsable de la letra): el sistema nos controla bajo mil caretas diferentes, la del periodista y el carcelero, desde los sindicatos (mayoritarios), la burocracia o la televisión.

## Personal
Aparte de los músicos pertenecientes a la banda, para este tema colaboraron Juanan Díez (trombón y arreglos de viento), Carlos Hipólito (trombón), Satur Babón (saxo tenor), Mikel Valcarlos (trompeta) y el citado Xabier Montoia (voz).